# Love Story
Love Story (traducere în limba română: Poveste de iubire) este un roman adaptat de Erich Segal în 1970 după scenariul său pentru filmul omonim.
Cartea a fost tradusă în limba română la Editura Univers.